# Molpadiodemas atlanticus
Molpadiodemas atlanticus is een zeekomkommer uit de familie van de Synallactidae.
De wetenschappelijke naam van de soort werd in 1898 gepubliceerd door Rémy Perrier.